# Phytobia cerasiferae
Phytobia cerasiferae este o specie de muște din genul Phytobia, familia Agromyzidae. A fost descrisă pentru prima dată de Kangas în anul 1955. Conform Catalogue of Life specia Phytobia cerasiferae nu are subspecii cunoscute.